# Robert Ellenstein
Robert Ellenstein (* 18. Juni 1923 in Newark, New Jersey; † 28. Oktober 2010 in West Los Angeles, Kalifornien) war ein US-amerikanischer Schauspieler und Schauspielpädagoge.

## Leben
Ellenstein war der Sohn von Meyer C. Ellenstein (1886–1967), einem Zahnarzt, der von 1933 bis 1941 als Bürgermeister von Newark amtierte. Im Zweiten Weltkrieg diente Robert Ellenstein in den United States Army Air Forces und erhielt nach einer Verwundung das Purple Heart. Der Absolvent der University of Iowa sammelte erste Meriten als Schauspieler beim Theater, unter anderem in Cleveland am Cleveland Play House.
In den 1950er-Jahren spielte Ellenstein besonders häufig im Fernsehen, unter anderem in sieben Folgen der live aufgezeichneten Serie Robert Montgomery Presents mit Robert Montgomery, darunter in einer Folge über den Glöckner von Notre Dame als Quasimodo. 1954 machte er sein Kinodebüt in dem Kriminalfilm Heißes Pflaster. Der Charakterdarsteller übernahm bis in die 1980er-Jahre weitere Kinoauftritte in Nebenrollen, unter anderem als einer der Handlanger des Bösewichts in Alfred Hitchcocks Thriller Der unsichtbare Dritte (1959) und als Föderationspräsidenten in dem Science-Fiction-Film Star Trek IV: Zurück in die Gegenwart (1986). Noch häufiger stand Ellenstein allerdings als Gastdarsteller für diverse bekannte Fernsehserien vor der Kamera. So trat er beispielsweise in der Pilotepisode von Das Model und der Schnüffler in einer erinnerungswürdigen Schurkenrolle auf. Nur ein Jahr nach Star Trek IV wirkte er auch an der Serie Raumschiff Enterprise – Das nächste Jahrhundert mit, hier aber in einer anderen Rolle. Zuletzt spielte Ellenstein 1998 in einer Folge von Emergency Room – Die Notaufnahme mit.
Ellenstein arbeitete auch als Schauspiellehrer sowie Theaterregisseur. Er war Mitbegründer mehrerer Theatergruppen und -organisationen im Raum Los Angeles, etwa dem L.A. Rep und dem Theater West. Ellenstein war über 58 Jahre bis zu seinem Tod 2010 mit Lois Sylvia Stang verheiratet, das Paar hatte drei Kinder.

## Filmografie (Auswahl)
Filme
- 1954: Heißes Pflaster (Rogue Cop)
- 1955: Schakale der Unterwelt (Illegal)
- 1957: Ums nackte Leben (The Garment Jungle)
- 1957: Zähl bis drei und bete (3:10 to Yuma)
- 1958: Die jungen Löwen (The Young Lions)
- 1958: Ihr Leben war ein Skandal (Too Much, Too Soon)
- 1959: Der unsichtbare Dritte (North by Northwest)
- 1959: Die Nervensäge (The Gazebo)
- 1960: Pay or Die
- 1965: Deathwatch
- 1968: Große Lüge Lylah Clare (The Legend of Lylah Clare)
- 1979: Liebe auf den ersten Biss (Love at First Bite)
- 1979: Breaking Up Is Hard to Do (Fernsehfilm)
- 1985: Zum Teufel mit den Kohlen (Brewster’s Millions)
- 1986: Star Trek IV: Zurück in die Gegenwart (Star Trek IV: The Voyage Home)
- 1988: Um jeden Preis (Run Till You Fall, Fernsehfilm)

Fernsehserien
- 1953–1956: Robert Montgomery Presents (7 Folgen)
- 1956: Rauchende Colts (Gunsmoke, Folge 1x33)
- 1957–1960: Perry Mason (3 Folgen)
- 1958: Abenteuer im wilden Westen (Zane Grey Theater, Fernsehserie, Folge 2x26)
- 1958/1959: Mickey Spillane’s Mike Hammer (2 Folgen)
- 1959: Josh (Wanted: Dead or Alive, Folge 1x20)
- 1959: Westlich von Santa Fé (The Rifleman, Folge 1x18)
- 1959: Richard Diamond, Privatdetektiv (Richard Diamond, Private Detective, Folge 3x07)
- 1959: Tausend Meilen Staub (Rawhide, Folge 2x02)
- 1959–1961: The Lawless Years (6 Folgen)
- 1959–1963: Die Unbestechlichen (The Untouchables, 3 Folgen)
- 1960: Peter Gunn (Folge 2x20)
- 1960/1961: Hawaiian Eye (Fernsehserie, 2 Folgen)
- 1962: 77 Sunset Strip (Folge 5x02)
- 1963: The Dakotas (Folge 1x01)
- 1963: Preston & Preston (The Defenders, Folge 3x03)
- 1964: Gauner gegen Gauner (The Rogues, Folge 1x15)
- 1965/1967: Solo für O.N.C.E.L. (The Man from U.N.C.L.E., 2 Folgen)
- 1966: Mini-Max (Get Smart, Folge 1x16)
- 1966: Bonanza (Folge 7x21)
- 1966–1969: Verrückter wilder Westen (The Wild Wild West, 5 Folgen)
- 1967: Die Leute von der Shiloh Ranch (The Virginian, Folge 6x07)
- 1967/1969: Big Valley (The Big Valley, 2 Folgen)
- 1967–1971: Der Chef (Ironside, 4 Folgen)
- 1969: Mannix (Folge 2x23)
- 1969: Ihr Auftritt, Al Mundy (It Takes a Thief, Folge 3x06)
- 1969–1972: Kobra, übernehmen Sie (Mission: Impossible, 5 Folgen)
- 1969/1974: Dr. med. Marcus Welby (Marcus Welby, M.D., 2 Folgen)
- 1973: Columbo: Wein ist dicker als Blut (Any Old Port in a Storm)
- 1974: California Cops – Neu im Einsatz (The Rookies, Folge 3x07)
- 1974: Detektiv Rockford – Anruf genügt (The Rockford Files, Folge 1x11)
- 1975: Die knallharten Fünf (S.W.A.T., Folge 1x08)
- 1975–1976: Ein Sheriff in New York (McCloud, 2 Folgen)
- 1978: Die Sieben-Millionen-Dollar-Frau (The Bionic Woman, Folge 3x17)
- 1978: Die Zwei mit dem Dreh (Switch, Folge 3x16)
- 1978: Quincy (Quincy, M.E., Folge 4x05)
- 1978: Hawaii Fünf-Null (Hawaii Five-O, Folge 11x07)
- 1979: CHiPs (2 Folgen)
- 1981: Magnum (Magnum, P.I., Folge 1x07 Abrechnung mit der Vergangenheit)
- 1983: Lotterie (Lottery!, Folge 1x02)
- 1984: V – Die außerirdischen Besucher kommen (V, Folge 1x06)
- 1985: Das Model und der Schnüffler (Moonlighting, Folge 1x01)
- 1985: Mord ist ihr Hobby (Murder, She Wrote, Folge 2x08)
- 1987: Inspektor Hooperman (Hooperman, Folge 1x02)
- 1987: Raumschiff Enterprise – Das nächste Jahrhundert (Star Trek: The Next Generation, Folge 1x11 Die Frau seiner Träume)
- 1998: Emergency Room – Die Notaufnahme (ER, Folge 4x18 Kompetenzgerangel)